# Pubistylus andamanensis
Pubistylus andamanensis är en måreväxtart som beskrevs av Krishnamurthy Thothathri. Pubistylus andamanensis ingår i släktet Pubistylus och familjen måreväxter. Inga underarter finns listade i Catalogue of Life.